# Bahnhof Schnaittenbach

Der Bahnhof Schnaittenbach ist der Endbahnhof der Strecke Amberg–Schnaittenbach. Er liegt auf dem Gebiet der Oberpfälzer Stadt Schnaittenbach. Zur Abwicklung des Güterverkehrs der benachbarten Kaolingruben ist der Bahnhof noch heute in Betrieb.

## Geschichte
Der Endbahnhof Schnaittenbach wurde von den Königlich Bayerischen Staatseisenbahnen erbaut und ist seit Eröffnung der Strecke Amberg–Schnaittenbach am 5. Oktober 1898 in Betrieb. Der Personenverkehr wurde ab 1960 stark eingeschränkt und am 30. Mai 1976 komplett eingestellt. Die Einstellung des verbleibenden Güterverkehrs erfolgte im Jahr 1996. 

## Hochbauten und Anlagen
Das Empfangsgebäude ist ein zweigeschossiger Bau aus bossierten Granitsteinen mit Eckquaderung, das nach oben mit einem Halbwalmdach abschließt. Fenster- und Türrahmen sind mit Backsteinen im Jugendstil ausgeführt.
Es hat heute keine betriebliche Funktion mehr und wird seit 1990 als Wohn- und Geschäftshaus genutzt. Das Empfangs- und die Nebengebäude stehen unter Denkmalschutz.